# Suq Al-Shoyokh District
Suq Al-Shoyokh District är ett distrikt i Irak.   Det ligger i provinsen Dhi Qar, i den sydöstra delen av landet, 300 km sydost om huvudstaden Bagdad.
Följande samhällen finns i Suq Al-Shoyokh District:
- Nāḩiyat al Fuhūd